# Karl-Walter Fritz
Karl-Walter Fritz (* 27. Dezember 1931 in Wiesbaden; † 8. Januar 2022) war ein deutscher Politiker (SPD).

## Leben und Beruf
Fritz wurde als Sohn eines Oberförsters geboren. Nach dem Volksschulabschluss sowie dem Besuch des Realgymnasiums und der Höheren Handelsschule absolvierte er eine Ausbildung zum Versicherungskaufmann und arbeitete anschließend in diesem Beruf. Er wurde in der Hauptverwaltung der Deutschen Beamten-Versicherungs-AG (DBV) beschäftigt und war später als Prokurist bei den DBV Versicherungen und der Commerzbank AG tätig. Von 1965 bis 1985 war er Aufsichtsratsmitglied der DBV.

## Partei
Fritz trat 1953 in die SPD ein und wurde 1958 zum stellvertretenden Vorsitzenden des SPD-Ortsverbandes Wiesbaden gewählt. Von 1962 bis 1969 war er Vorsitzender des Ortsverbandes sowie des Unterbezirkes der SPD Wiesbaden.

## Abgeordneter
Fritz war von 1960 bis 1964 Ratsmitglied der Stadt Wiesbaden. Dem Deutschen Bundestag gehörte er von 1965 bis 1969 an. Im Parlament vertrat er den Wahlkreis Wiesbaden.

## Öffentliche Ämter
Fritz war von 1964 bis 1966 als Ehrenamtlicher Stadtrat Mitglied des Magistrates der Stadt Wiesbaden.